# Чуваська література
Чуваська література — література і автори, які пишуть чуваською мовою.

## Історія
Історію чуваської літератури слід розглядати з часів появи в історичних джерелах текстів чуваською мовою. На більшості надгробків, залишених волзькими булгарами в XIII—XIV століттях на території Середнього Поволжя, є булгарсько-мовні тюркські епітафії. Повноцінними літературними творами їх вважати не можна, однак таким чином зафіксована чуваська мова золотоординського часу. У простих текстах іноді можна виявити певну художність. Є сюжетні розробки.

## Роль культури волзьких булгар
Чуваська мова походить від булгарської мови Середньовіччя. В цьому і полягає головне значення культури волзьких булгар в чуваській літературі. Хоча і немає збережених текстів булгарскою мовою (крім вищезазначених епітафій), проте є переказані іншими людьми на інших мовах наративи, засновані безпосередньо на булгарських джерелах. Якуб ібн Нуман, що жив в XI столітті, написав працю під назвою «Історія булгар». Він не зберігся до наших днів. Хамід ал-Гарнаті, який зустрічався з автором цього витвору, залишив нащадкам деякі сюжети з нього. Зокрема, там були вказівки на протистояння булгар і хозар, повідомлення про те, як булгари приймали іслам і багато іншого. Характерно, що події минулого в тій праці, як можна зрозуміти, подані в міфологізованому вигляді. Зустрічаються персонажі, схожі на героїв сучасного чуваського фольклору, таких, наприклад, як Улип.